# Antrodia aurantia
Antrodia aurantia är en svampart som beskrevs av Lodge, Ryvarden & Perd.-Sánch. 2001. Antrodia aurantia ingår i släktet Antrodia och familjen Fomitopsidaceae.   Inga underarter finns listade i Catalogue of Life.